# پودبژوزووکا
پودبژوزووکا (به لهستانی:  Podbrzozówka) یک روستا در لهستان است که در گمینا چارنا بیاووستوتسکا واقع شده‌است.